# Längsee (Kärnten)
Der Längsee ist ein weitgehend naturbelassener Badesee im Bezirk Sankt Veit an der Glan in Kärnten.

## Beschreibung
Wie die meisten anderen Kärntner Seen wurde der Längsee glazial geformt. Er stellt den Rest eines ehemaligen viel größeren Sees dar. Mit Ausnahme des Westufers, das verhältnismäßig steil einfällt, sind die Ufer flach, versumpft und unverbaut. Das klare Wasser erreicht im Sommer 26 °C. Zwei Liegeplätze, das Strandbad (Gemeindebad) und das kleinere, ruhigere Schloßbad sind in der Sommersaison vor allem von Gästen aus der Region besucht. Der See wird von zahlreichen Schilfzonen und Seerosen umrahmt. Als beste Tauchzeit gilt der Herbst, wobei dann Sichtweiten von bis zu 8 m möglich sind. Am Seegrund werden noch nicht gehobenes Kriegsmaterial und Munition aus dem Zweiten Weltkrieg vermutet.
Zu den häufigsten Algenarten am See zählen die Goldalgen, die Panzeralgen und in größeren Tiefen die Cyanobakterien. Selten kann man am Längsee einen purpurroten Oberflächenfilm sehen. Dieser besteht aus kugeligen Zellen, die auch Aggregationen am Gewässerboden bildeten und im Uferbereich frei flottieren. Es handelt sich hierbei um Purpurbakterien der Art Thiocystis violacea.

## Fischerei
Der Längsee stellt für heimische Angler ein besonderes Gewässer dar. Der als flacher Brachsen- bzw. Hecht-Seetyp einordenbare Längsee bietet eine Vielzahl interessanter Arten. Die Brachse ist die häufigste Fischart und wird im Längsee über 50 cm groß. Auch Hechte vermehren sich relativ gut und werden im Vergleich zu anderen Kärntner Seen sehr groß. So wurde beispielsweise im Mai 1990 ein Hecht mit 29 kg Gewicht und 146 cm Länge tot angetrieben. Insgesamt wurden 13 verschiedene Fischarten nachgewiesen:
- Hecht (Esox lucius)
- Waller (Wels) (Silurus glanis)
- Aal (Anguilla anguilla)
- Aitel (Leuciscus cephalus)
- Bitterling (Rhodeus sericeus amarus)
- Brachse (Abramis brama)
- Karpfen (Cyprinus carpio)
- Laube (Alburnus alburnus)
- Rotauge (Rutilus rutilus)
- Rotfeder (Scardinius erythrophthalmus)
- Schleie (Tinca tinca)
- Barsch (Perca fluviatilis)
- Zander (Sander lucioperca)